# Renodes curviluna
Renodes curviluna är en fjärilsart som beskrevs av Druce 1890 och som ingår i släktet Renodes. Inga underarter finns listade.